# Zoológico de Núremberg

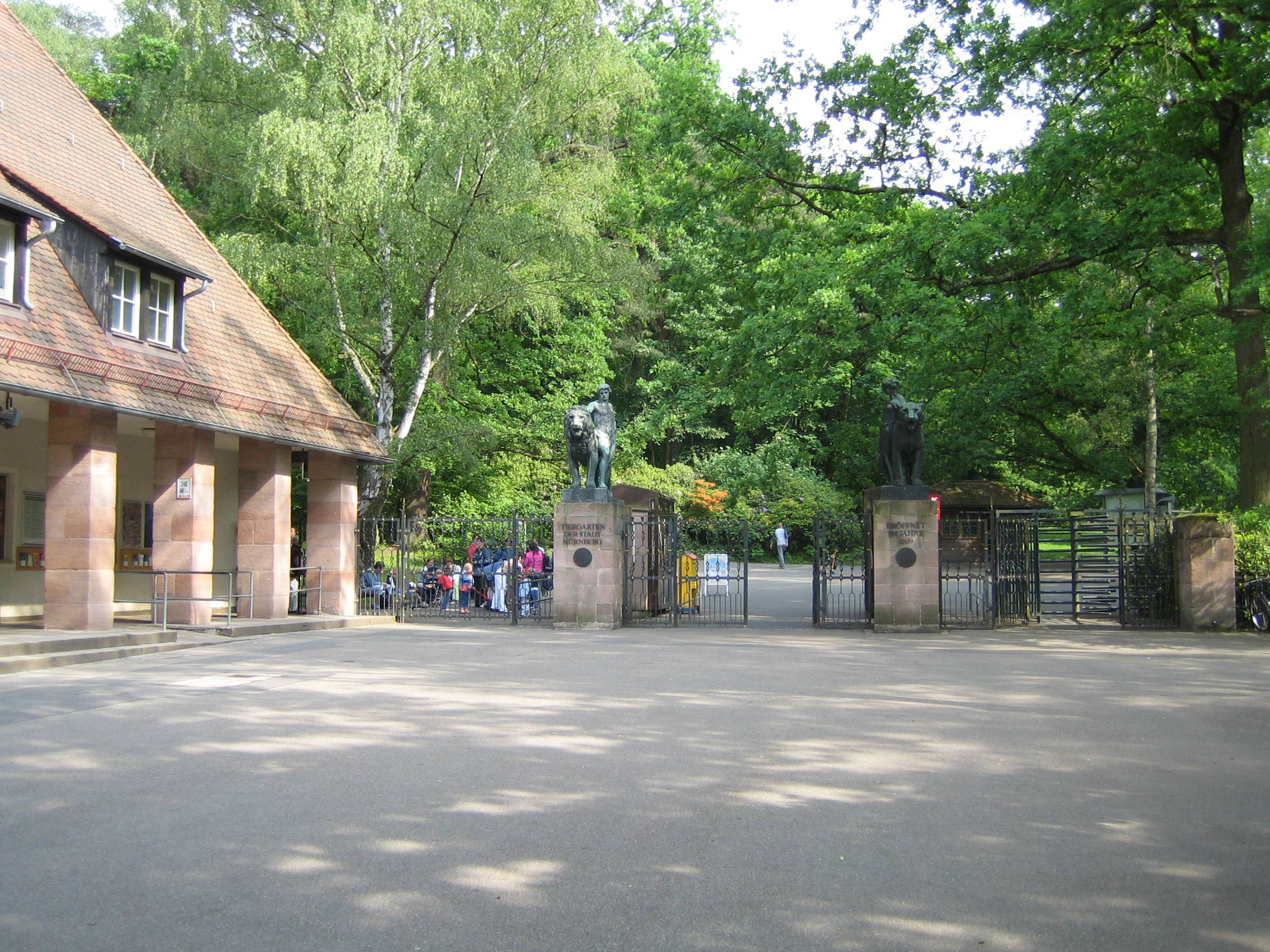
Entrada al Zoo de Núremberg.

El Zoológico de Núremberg (Tiergarten Nürnberg) es un zoo situado en Nürnberger Reichswald, al sudeste de Núremberg (Alemania). Con un área de 0,67 km², el zoo mantiene unas trescientas especies de animales. Abrió las puertas al público el 11 de mayo de 1912.